# Margarita Maslennikova
Pour les articles homonymes, voir Maslennikova.
Margarita Nikolaïevna Maslennikova (en russe : Маргарита Николаевна Масленникова), née le 2 novembre 1928 à Léningrad et morte le 5 mars 2021, est une ancienne fondeuse soviétique.

## Championnats du monde
- Championnats du monde de ski nordique 1954 à Falun 
  -  Médaille d'or en relais 3 × 5 km.